# Family〜おかだ兄弟〜
Family〜おかだ兄弟〜（ファミリー・おかだきょうだい）は滋賀県坂田郡山東町（現在の米原市）出身の兄弟音楽ユニットである。
2001年に岡田健太郎と岡田和宏の2人で結成。2006年にコロムビアミュージックエンタテインメントより独立UHF系テレビドラマ「イヌゴエ」挿入歌「矢印」でデビューしたが、2007年から再びインディーズに戻った。2008年には東京都足立区で行われた「環境サミットin足立」で足立区の温暖化防止のテーマ曲「君と僕と青空の歌」を作詞、作曲している。2009年以降は、Family〜おかだ兄弟〜としての活動は休止。その後は、それぞれソロコンサート活動、音楽教室を開いてたりしている。その後それぞれソロ活動を経て、2015年、約7年の時を経て、岡田兄弟（健太郎・和宏・通利）として活動を再開。全国的に活動している。

## メンバー
- 岡田健太郎（おかだ けんたろう） - ボーカル・ピアノ。1976年6月23日生まれ。東京芸術大学音楽学部声楽科卒業。
- 岡田和宏（おかだ かずひろ） - ボーカル・ピアノ・ギター。1977年12月23日生まれ。相愛大学音楽学部声楽科卒業[2]。
- （岡田通利） -  バリトン・パーカッション。1980年9月9日生まれ。愛知県立芸術大学音楽学部声楽科卒業。

## ディスコグラフィー[3]

### シングル
1. 二人の空（2004年9月発売。販売終了）
  - 収録曲 - 二人の空、だんだん、シアワセノソラ
2. 矢印（自主制作盤）（2006年5月発売）
  - 収録曲 - 矢印、口笛、もう少しだけ
3. 矢印（2006年11月22日発売）
  - 収録曲 - 矢印、扇橋、会いたくて、矢印 (Instrumental)

### アルバム
1. ファミリーノウタ（2005年2月27日発売。2007年8月販売終了）
  - 収録曲 - 扇橋、シアワセノソラ、想い出坂道、自転車、ウエルズの教室で、月のヒカリ、僕らの道、ひまわり、二人の空、しあわせのうた
2. SWEET HOME（2007年7月4日発売）
  - 収録曲 - 矢印、ホタルの頃、アタラシイオト、東京タワー、銀杏並木、水のコトバ、想い、ほやほん、愛の歌、矢印 (Music Video)

### ミニアルバム
1. あのころ（2003年3月発売。販売終了）
  - 収録曲 - あのころ、もうすこしだけ、いつかの日々、虹
2. ひまわり（2003年6月発売。販売終了）
  - 収録曲 - 想い、帝塚山、ウエルズの教室で、ひまわり
3. しあわせのうた（2003年12月発売。販売終了）
  - 収録曲 - 空、僕らの道、ほたるの頃、しあわせのうた、大切な場所

### その他
1. a tribute to the water of life「太陽の子供たちへ」
2. 夢への扉